# Ranunculus yunnanensis
Ranunculus yunnanensis Franch. – gatunek rośliny z rodziny jaskrowatych (Ranunculaceae Juss.). Występuje endemicznie w Chinach – w południowo-zachodnim Syczuanie oraz w północnej części Junnanu. 

## Morfologia
PokrójBylina o lekko owłosionych pędach. Dorasta do 7–15 cm wysokości.
LiścieSą odwrotnie owalne, łopatkowate lub mają prawie kształt trapezu. Mierzą 1–4,5 cm długości oraz 1–2,5 cm szerokości. Nasada liścia jest klinowa. Ogonek liściowy jest nagi i ma 2–7 cm długości.
KwiatySą zebrane po 2–3 w wierzchotkach jednoramiennych. Rozwijają się na szczytach pędów. Mają żółtą barwę. Osiągają 12–20 mm średnicy. Mają 5 eliptycznych działek kielicha, które dorastają do 3–6 mm długości. Mają 5 odwrotnie owalnych płatków o długości 5–10 mm.
OwoceOwłosione niełupki o odwrotnie jajowatym kształcie i długości 1–2 mm. Tworzą owoc zbiorowy – wieloniełupkę o jajowatym kształcie i 3–4 mm długości.

## Biologia i ekologia
Rośnie na łąkach i trawiastych zboczach. Występuje na wysokości od 2800 do 4800 m n.p.m. Kwitnie od czerwca do września. 